# スティーヴ・グランド
スティーヴ・グランド （Steve Grand、1958年2月12日 - ）はイギリスの計算機科学者。アマチュア科学者。

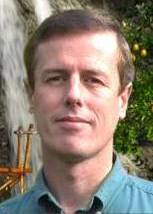
Steve Grand

小学校教師の仕事の後、コンピュータ・ゲームの開発の世界に転じ、Creaturesという人工生命ゲームを製作。大ヒットシリーズとなり、ゲーム業界に多大な貢献をしたとして1999年にイギリス政府から大英帝国四等勲章を授与された。このゲームの開発の経緯は著書Creation:Life and how to make itに詳しい。
ゲーム制作会社を退職後、独力で人工知能ロボット「ルーシー」の製作プロジェクトに着手。古典的な人工知能の手法には依らずに、脳に関する大胆かつ統一的な仮説を立て、人間の乳幼児のように振る舞い学習するもの、すなわち「感覚」や「心」と呼ばれるものに近いものを構成することを目指している。このプロジェクトのコンセプトと開発の経緯については著書『アンドロイドの脳』に書かれている。
サンデータイムズ紙から「21世紀中に大変革をもたらす可能性の高い科学者18人」のひとりに選ばれたことがある。
家族は妻のアン・グランド、息子のクリストファー。
スティーブ・グランド 著, 『アンドロイドの脳 -人工知能ロボット"ルーシー"を誕生させるまでの簡単な20のステップ』アスペクト, 2005年. ISBN 4757211015